# 9号科罗拉多州州道
9号科罗拉多州州道（英語：Colorado State Highway 9，SH-9）是美国科罗拉多州中部的一条南-北走向的州级公路，全长138英里（222），南起弗里蒙特縣县治卡農城西侧接50号美国国道（US-50），北至格蘭德縣的克雷姆灵接40号美国国道（US-40）。